# Korsør By- og Overfartsmuseum
Korsør By- og Overfartsmuseum er et museum i Korsør, der fungerer dels som bymuseum og dels som museum for Storebæltsoverfarten mellem Korsør og Nyborg. Museet blev indviet 15. juni 1983. Siden 1997 har det haft til huse i en tidligere magasinbygning i byens gamle fæstning.
Byens historie illustreres især med gengivelser af stuer hos både arbejdere og det bedre borgerskab og med udsnit af forretninger som en frisør og en materialist. En stue er desuden helliget bysbarnet, digteren Jens Baggesen. Derudover er der en montre med gammelt legetøj, ligesom fæstningen og flåden der har til huse i byen er repræsenteret.
Storebæltsoverfarten er i første række repræsenteret med en stor samling af modeller af jernbanefærger, bilfærger, isbrydere og andre skibe. Dertil kommer forskellige skilte, malerier og andre effekter samt en spisesalon fra en af færgerne. Også færgeoverfarten til Langeland er repræsenteret.
Museet står også bag Isbådsmuseet på Halsskov Rev ved Storebæltsbroens landfæste. Med billeder og både fortælles om de transporter med isbåd, der fandt sted helt frem til 1940'erne, når Storebælt var frosset til.

## Ekstern henvisning
- Wikimedia Commons har flere filer relateret til Korsør By- og Overfartsmuseum

55°20′02″N 11°08′13″Ø / 55.33392°N 11.13698°Ø